# Jos Stassen
Jos Stassen, né le 12 février 1961 est un homme politique belge flamand, membre de Groen!.
Il est licencié en psychologie pédiatrique (KUL).
Il est chevalier de l'Ordre de Léopold (2004).

## Fonctions politiques
- Conseiller communal à Kruibeke depuis 2007
- Bourgmestre de Kruibeke depuis 2013
- député au Parlement flamand de 1995 à 2009